# Chrysophyllum arenarium
Chrysophyllum arenarium är en tvåhjärtbladig växtart som beskrevs av Allemao. Chrysophyllum arenarium ingår i släktet Chrysophyllum och familjen Sapotaceae. IUCN kategoriserar arten globalt som nära hotad. Inga underarter finns listade i Catalogue of Life.